# Liste der Einträge im National Register of Historic Places im San Miguel County (Colorado)

Lage des San Miguel Countys in Colorado

Die Liste der Einträge im National Register of Historic Places im San Miguel County in Colorado führt die Bauwerke und historischen Stätten im San Miguel County auf, die in das National Register of Historic Places aufgenommen wurden.
Legende
| NRHP | Historic Place             |
| HD   | Historic District          |
| NHL  | National Historic Landmark |

| [ 2 ] | Name                                               | Bild                                               | Eintragsdatum                 | Lage                                                                             | Ort       | Beschreibung |
| ----- | -------------------------------------------------- | -------------------------------------------------- | ----------------------------- | -------------------------------------------------------------------------------- | --------- | ------------ |
| 1     | Fort Peabody                                       | Fort Peabody                                       | 30. März 2005 ID-Nr. 05000214 | Uncompahgre National Forest 37° 55′ 49″ N, 107° 43′ 57″ W                        | Telluride |              |
| 2     | Lewis Mill                                         | Lewis Mill                                         | 6. Mai 2009 ID-Nr. 09000267   | 3,5 Meilen südöstlich von Telluride 37° 52′ 44,4″ N, 107° 46′ 30″ W              | Telluride |              |
| 3     | Rio Grande Southern Railroad Trout Lake Water Tank | Rio Grande Southern Railroad Trout Lake Water Tank | 21. Aug. 2003 ID-Nr. 03000777 | Along North Trout Lake Rd. 37° 49′ 23″ N, 107° 52′ 45″ W                         | Ophir     |              |
| 4     | Smuggler-Union Hydroelectric Power Plant           | Smuggler-Union Hydroelectric Power Plant           | 27. Dez. 1979 ID-Nr. 79000621 | Südöstlich von Telluride 37° 55′ 9″ N, 107° 46′ 8″ W                             | Telluride |              |
| 5     | Telluride Historic District                        | Telluride Historic District                        | 15. Okt. 1966 ID-Nr. 66000256 | State Highway 145 37° 56′ 14″ N, 107° 48′ 29″ W                                  | Telluride |              |
| 6     | Valley View Leasing and Mining Company Mill        |                                                    | 24. Feb. 2010 ID-Nr. 10000035 | State Highway 145, 2,8 Meilen südlich von Ophir 37° 50′ 49,2″ N, 107° 53′ 2,4″ W | Ophir     |              |